# Strada europea E005
La strada europea E005 è una strada europea che collega Guzar a Samarcanda. Come si evince dalla numerazione, si tratta di una strada di classe B posta a est della E101.

## Percorso
La E005 è definita con i seguenti capisaldi di itinerario: "Guzar - Samarcanda".